# Kallikrein-4
Kallikrein-related peptidase 4, auch bekannt als KLK4 oder EMSP1, ist ein menschliches Protein.

## Nomenklatur und Genetik
Kallikreine sind eine Untergruppe der Serinproteasen und haben verschiedene biologische Funktionen. Zu den Kallikreinen gehört der Tumormarker Prostataspezifisches Antigen, der in der Kallikreinnomenklatur als KLK-3 bezeichnet wird. KLK4 ist beim Menschen eines der 15 bislang bekannten Mitglieder der auf Chromosom 19 lokalisierten Kallikrein-Familie. Die Anzahl der Maus-Gene ist nicht genau bekannt und wird auf 13 bis 26 geschätzt.

## Tumorbiologische Aspekte
In jüngster Zeit haben sich die Hinweise verdichtet, dass neben dem PSA auch andere Kallikreine in der Krebsentstehung eine Rolle spielen. So scheint KLK-4 den PSA-Vorläufer pro-PSA und den urokinase-ähnlichen Plasminaktivator uPA aktivieren zu können. Man vermutet daher, dass es bei der Entstehung des Prostata-Karzinoms beteiligt ist. Zudem ist in Prostata- und Brustdrüsen-Gewebe die Expression von KLK-4 hormonell reguliert. Auch diese Beobachtung spricht für die Annahme, dass es für die Tumorentstehung in diesen Geweben eine Rolle spielt. Aufgrund der gewebespezifischen Expression des KLK-4-Proteins wurde untersucht, ob es sich für eine Tumorvakzine gegen das Prostatakarzinom eignet.

## Zahnentwicklung
Das Maus-Homolog von KLK4 wird in den Zahnanlagen exprimiert. Es konnte dabei in Odontoblasten und Ameloblasten nachgewiesen werden. Dies stützt die Annahme, dass KLK4 eine Rolle bei der Degradation der Zahnschmelzproteine spielt, da es eine 78 % Sequenzhomologie mit der Enamel Matrix Serinprotease I des Schweins aufzeigt, die eine solche Funktion ausübt. Mutationen am KLK4-Gen können die Ursache für Amelogenesis imperfecta (AIPH) sein.